# جزيرة رشقون
جزيرة رشقون ويعرفها الإسبان بجزيرة ليماكوس (البزاق) أو جزيرة كراكوليس (الحلزونات) (بالإسبانية: Isla de Limacos ó de Caracoles) هي جزيرة من أصل بركاني تقع في البحر الأبيض المتوسط قبالة شاطئ رشقون ببلدية بني صاف بولاية عين تموشنت الجزائرية، تقدر مساحتها ب26 هكتارا (نفس مساحة جزيرة النعيم البحرينية وأكبر من جزيرة أرواد السورية). تقع الجزيرة بالتحديد أمام مصب نهر تافنة شمال الجزائر بين وهران والحدود الجزائرية المغربية.
تلعب جزيرة رشقون دور قطب في التنوع البيولوجي البحري للحوض الجزائري الغربي وخزان للحوض الجنوبي الغربي للبحر الأبيض المتوسط.

## الجغرافيا والمناخ

### الوصف الجغرافي
تقع جزيرة رشقون على بعد أربعة كيلومترات من الساحل الأفريقي، مقابل مصب نهر تافنة الذي يشكل خليجًا يحده رأس أكرا من الشرق ورأس بوكوس من الغرب. الجزيرة من أصل بركاني وتتكون من الصخور البازلتية و الحجر الرملي والبليوسيني في الجنوب.

### المناخ
مناخ جزيرة رشقون شبه جاف (متوسطي مميز) مع تناوب بين موسم ممطر شتاءا وموسم جاف صيفا. النقص في الأمطار (300-500 ملم/سنة) هو نتيجة تأثير «الظل» الذي تسببه جبال الأطلس المغربي والريف من جهة الغرب و وسلاسل الجبال في جنوب شرق إسبانيا إلى الشمال الغربي، مما يمنع مرور الرياح والتكوينات السحابية لعواصف المحيط الأطلسي.
| البيانات المناخية لـ{{{location}}} | البيانات المناخية لـ{{{location}}} | البيانات المناخية لـ{{{location}}} | البيانات المناخية لـ{{{location}}} | البيانات المناخية لـ{{{location}}} | البيانات المناخية لـ{{{location}}} | البيانات المناخية لـ{{{location}}} | البيانات المناخية لـ{{{location}}} | البيانات المناخية لـ{{{location}}} | البيانات المناخية لـ{{{location}}} | البيانات المناخية لـ{{{location}}} | البيانات المناخية لـ{{{location}}} | البيانات المناخية لـ{{{location}}} | البيانات المناخية لـ{{{location}}} |
| الشهر                              | يناير                              | فبراير                             | مارس                               | أبريل                              | مايو                               | يونيو                              | يوليو                              | أغسطس                              | سبتمبر                             | أكتوبر                             | نوفمبر                             | ديسمبر                             | المعدل السنوي                      |
| ---------------------------------- | ---------------------------------- | ---------------------------------- | ---------------------------------- | ---------------------------------- | ---------------------------------- | ---------------------------------- | ---------------------------------- | ---------------------------------- | ---------------------------------- | ---------------------------------- | ---------------------------------- | ---------------------------------- | ---------------------------------- |
| المتوسط اليومي °م (°ف)             | 12.3 (54.1)                        | 12.5 (54.5)                        | 14.0 (57.2)                        | 15.4 (59.7)                        | 18.2 (64.8)                        | 21.2 (70.2)                        | 24.4 (75.9)                        | 25.3 (77.5)                        | 22.9 (73.2)                        | 19.5 (67.1)                        | 15.8 (60.4)                        | 13.4 (56.1)                        | 17.9 (64.2)                        |
| الهطول مم (إنش)                    | 46 (1.8)                           | 36 (1.4)                           | 33 (1.3)                           | 29 (1.1)                           | 26 (1.0)                           | 08 (0.3)                           | 0 (0)                              | 1 (0.0)                            | 18 (0.7)                           | 32 (1.3)                           | 62 (2.4)                           | 58 (2.3)                           | 349 (13.6)                         |
| المصدر:                            |                                    |                                    |                                    |                                    |                                    |                                    |                                    |                                    |                                    |                                    |                                    |                                    |                                    |

لا يوجد سكان في جزيرة رشقون

## التاريخ

### ماقبل التاريخ
كانت الجزيرة مقر إقامة دائمة للفينيقيين وفقا لعمل جان كلود غولفين وأندريه لاروند، فإن جزيرة رشقون بها آثار قرطاجية تعود إلى القرن السابع قبل الميلاد. من الشواهد على الوجود الفينيقي قطع الخزف التي عثر عليها في الجزيرة. كما توجد بالجزيرة مدينة جنائزية بها 114 قبر، تقع بالقرب من المنارة قد تكشف عن «كنز أثري حقيقي».

### القرون والوسطى
عام 931 لجأ الأدارسة إلى جزيرة رشقون، فأرسل الخليفة عبد الرحمن الناصر لدين الله الأسطول الأموي لمضايقتهم وتطويق الجزيرة. لم يتمكن الأسطول من الاستمرار وعاد إلى ميناء بجانة الأندلسي، ظل عبد الرحمن وحلفاؤه في المغرب في حالة حرب مع الفاطميين وحلفاؤهم الأدارسة إلى أن طلب الأدارسة الصلح مع عبد الرحمن والدخول في طاعته عام 332 هـ بعدما تبين لهم أن الغلبة ستكون له.

### العصر الحديث

#### الحقبة الفرنسية
قام الفرنسيون بإحتلال جزيرة رشقون يوم 1 أكتوبر 1835 لمنع وصول أي إمدادات عن طريق البحر إلى تلمسان. بعد ذلك قاموا في 20 أكتوبر 1835 بإنشاء حامية في الجزيرة. لمنع الإنجليز من إحضار أسلحتهم.

## المنشآت بجزيرة رشغون

### المنارة
تم بناء منارة جزيرة رشقون في عام 1870 على الجرف المرتفع في الجزء الشمالي من الجزيرة. المنارة عبارة عن برج مربع ببناء أملس مع وجود نتوء في الأعلى وسلاسل زوايا مبنية بسلاسل حجرية مكشوفة على شرفة مبنى مستطيل الشكل ببناء أملس زواياه مبنية بسلاسل حجرية مكشوفة كذلك. على البرج فانوس داخلي الصيانة بأربع لوحات بصرية. ترتفع المنارة 81 متر فوق مستوى سطح البحر ويمكن لنوره أن يصل إلى 16 ميلاً بحريًا (29 كم) وفقًا لبيانات المكتب الوطني للإشارات البحرية (ONSM).

## الأهمية البيئية

### التنوع الأحيائي
تقع جزيرة رشقون في الجزء الغربي من الساحل الجزائري على طريق الهجرة الرئيسي للطيور، تعتبر الجزيرة ملجأ لبعض أنواع الطيور التي تهاجر بين أوراسيا وأفريقيا ومكان تعشيش لها، مثل نورس أدوين (باللاتينية: Ichthyaetus audouinii) و الصقر الأسحم (باللاتينية: Falco eleonorae)، وهي أحد الأم اكن القليلة بالبحر الأبيض المتوسط التي يوجد بها فقمة الراهب المتوسطية (باللاتينية: Monachus monachus). منذ عام 2011 تعتبر من مواقع رامسار في الجزائر. الجزيرة مغطاة بغطاء نباتي سميك مكون من أشجار المصطكي (باللاتينية: Pistacia lentiscus) وأشجار النخيل القزمة والشجيرات، هناك مجموعة من الأنواع المتوطنة والنموذجية لهذه الجزيرة منها البوسيدون المحيطية (باللاتينية: Posidonia oceanica) و(باللاتينية: Alvatera mauritaneca) و(باللاتينية: Solsola longifolia) ودلفين ريسو (باللاتينية: Grampus griseus)

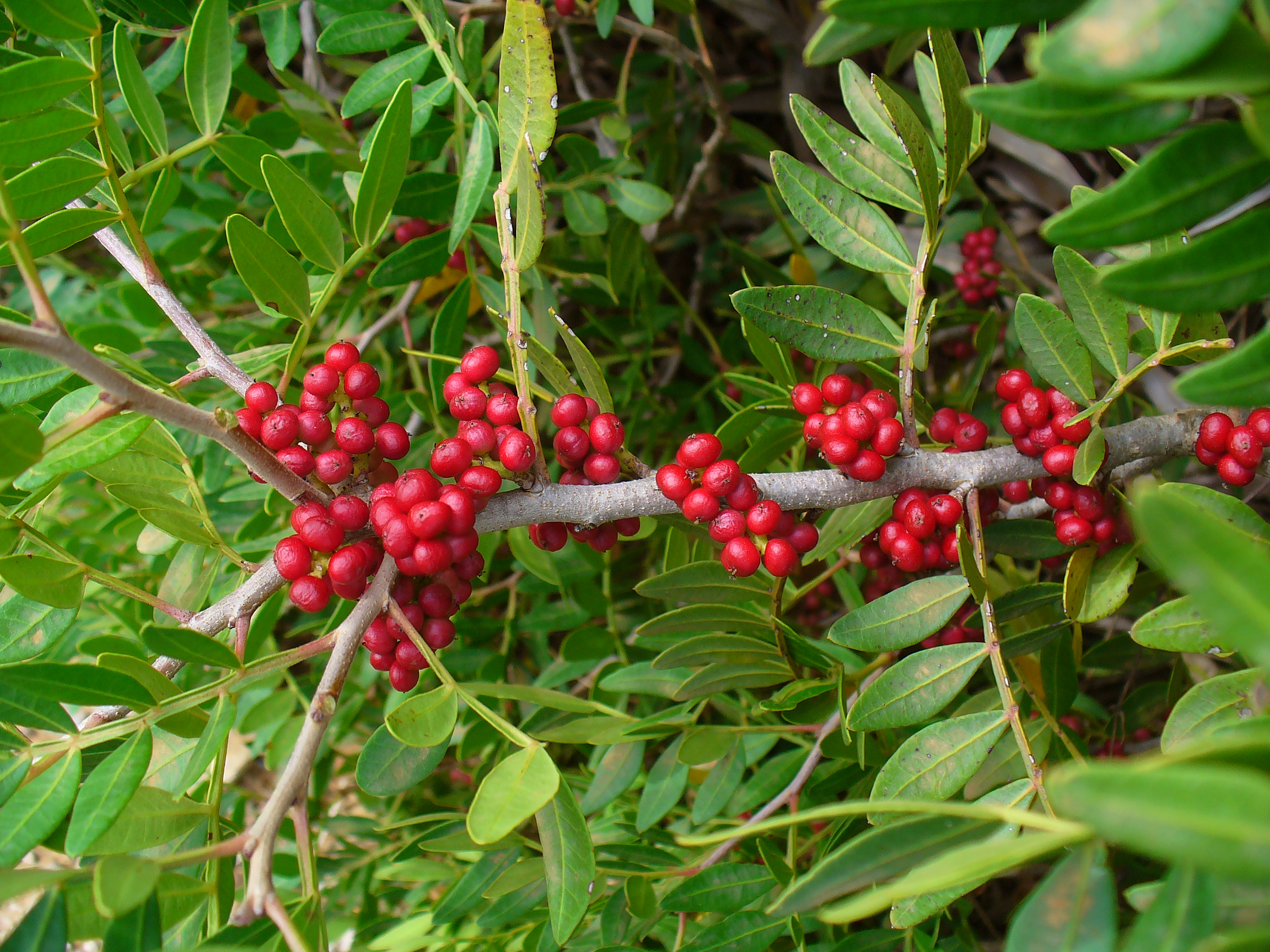
أشجار المصطكي
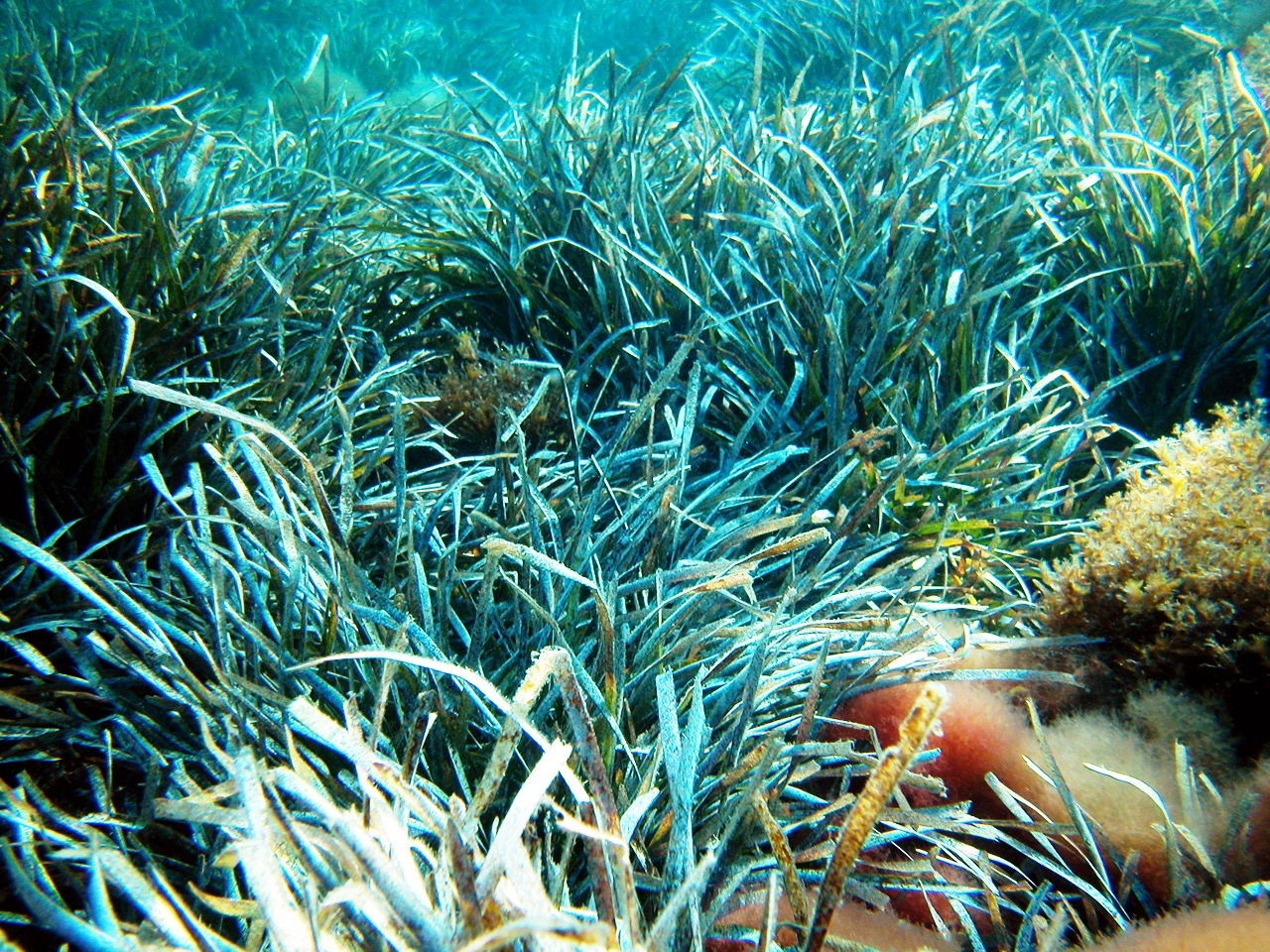
البوسيدون المحيطية
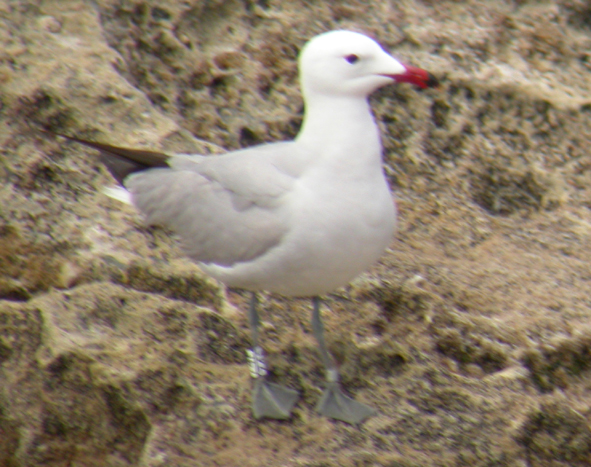
نورس أدوين
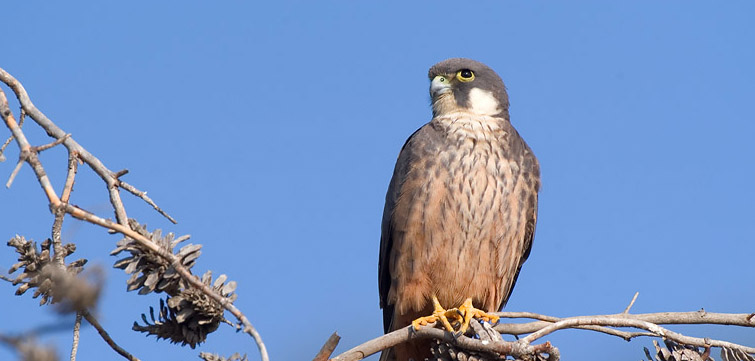
صقر أسحم
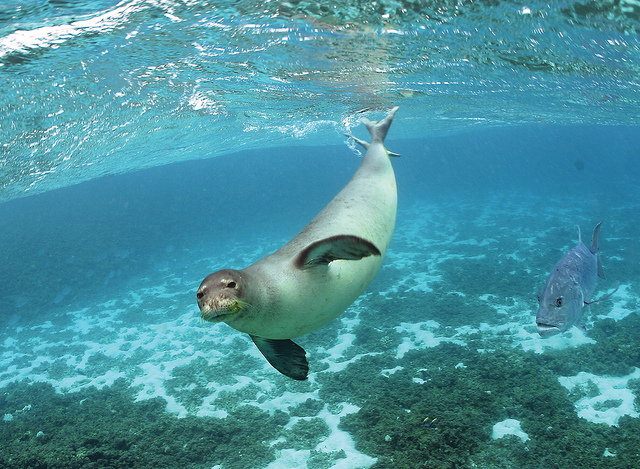
فقمة الراهب المتوسطية
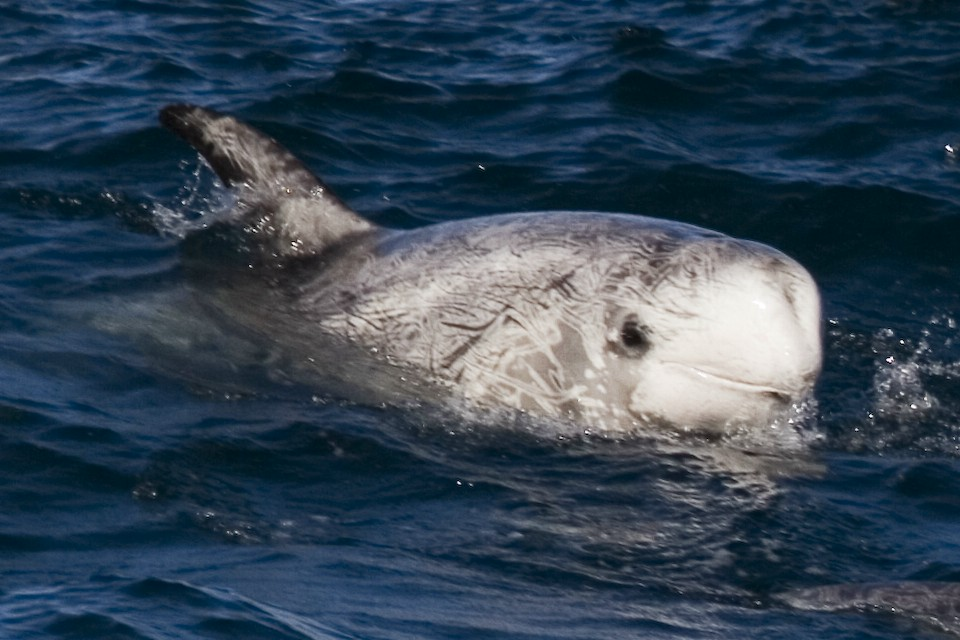
دلفين ريسو

### التصنيف
تشهد جزيرة رشقون أعمال تهيئة وأشغال وإعادة تهيئة ميناء صغير على مستوى الجزيرة لإستقبال أربع مركبات سياحية، وفتح مسلك داخل الجزيرة وبناء فضاء علمي لاستقبال الطلبة الجامعيين والباحثين وتوفير الإنارة العمومية عن طريق الطاقة الشمسية هذه الإنجازات ستعتمد على مواد خفيفة كالتراب والخشب مع تفادي استعمال الإسمنت المسلّح للحفاظ على طبيعة الأرضية. وينتظر بعد الانتهاء من أشغال التهيئة تصنيف هذه الجزيرة التي تتوفر على أنواع وأصناف من الطيور النادرة عالميا كمحمية طبيعية.

## في الإعلام
- وثائقي: جزيرة رشقون خفيرة المتوسط